# Heinz Göbel
Heinz Göbel (* 8. August 1947 in Salzburg; † 16. November 2013 in Frankenburg am Hausruck, Oberösterreich) war ein österreichischer Maler und Grafiker.

## Leben und Wirken
Heinz Göbel lebte und arbeitete in Frankenburg am Hausruck zusammen mit Maria Moser. Die beiden sind Eltern von zwei Kindern. Seine Tochter Lena Göbel arbeitet als freischaffende Künstlerin in Frankenburg und Wien. 
Von 1967 bis 1972 absolvierte er die Akademie der bildenden Künste Wien bei Maximilian Melcher. 1974/75 hielt er sich gemeinsam mit Maria Moser im Rahmen eines Stipendiums neun Monate in Ägypten auf. Er war Mitglied beim Künstlerhaus Wien und beim Oberösterreichischen Kunstverein.
Heinz Göbel erlag am 16. November 2013 im Alter von 66 Jahren einer Hirnblutung.

## Werke
Göbel präsentierte seine Werke seit 1990 bei zahlreichen Einzel- und Gemeinschaftsausstellungen.
In seinen Werken bilden Landschaften ein zentrales Thema und strahlen eine frappierend emotionale Atmosphäre aus. 2010 gestaltete er ein Farbglasfenster in der neugotischen Kirche Schwanenstadt.

## Auszeichnungen
- 1983: Goldenes Verdienstzeichen der Republik Österreich
- 2011: Kulturpreis des Landes Oberösterreich für Bildende Kunst